# La moglie del lottatore
La moglie del lottatore (La Femme du lutteur) è un cortometraggio del 1906 diretto da Albert Capellani. Prodotto e distribuito dalla Pathé Frères, il film uscì nelle sale il 22 dicembre 1906. In Italia venne distribuito dalla Accoretti.

## Trama
Un lottatore di successo sposato con figli che lavora in una arena ambulante, abbandona il tutto per un'altra donna benestante; sistemandosi così nella bella vita. La moglie un giorno lo segue fino a casa dove vive con l'altra ed una volta entrata colpisce alle spalle uccidendo la rivale.

## Fonti[1]
- Henri Bousquet: Soggetto nel Supplemento dell'ottobre 1906
- Susan Dalton: Fratelli Pathé: I film di Pathé produzione (1896-1914), volume 1, p 168
- Film dei fratelli Pathé. Parigi: Pathé, 1907, p 267-268
- Catalogo, Pathé Brothers Films, Barcellona, 1907, p 125
- Pathe Brothers, Cinematografie e Film. Berlino: Pathé, novembre 1908
- Henri Bousquet, Catalogo Pathé degli anni 1896-1914
- Bures-sur-Yvette, Edizioni Henri Bousquet, 1994-2004

## Proiezioni[1]
1. Stinson Bio, Circo, Rouen, dal 22 al 28.12.1906
2. Cinema-teatro Rancy, Eldorado, Perpignan, dal 16 al 3.3.1907